# Posada, Sardegna
Posada (Latin: Pheronia hay Feronia, và sau đó là Pausata) một đô thị tại tỉnh Nuoro ở vùng Sardegna của Ý. Thành phố nằm ven biển Tyrrhenian. Tại thời điểm ngày 31 tháng 12 năm 2004, đô thị này có dân số 2.394 người và diện tích là 33.52 km².
Posada giáp các đô thị: Budoni, Siniscola và Torpè.
Bên trong lãnh thổ Posada có thành phố cổ Feronia hay Pheronia thuộc nền văn minh Etrusca của ngườ Nuragici. Trong thời La Mã cổ đại, thành phố này giảm tầm quan trọng khi Portus Luguidonis gần đó được thiết lập.